# Симоне Боканегра
Симоне Боканегра (око 1301, Ђенова — 1363, Ђенова) био је први ђеновски дужд и у два наврата је владао Ђеновом (1339—1345) и (1356—1363). Сматра се једним од оснивача Републике Ђенове.

## Биографија
Вероватно је био син Гуљелма Боканегре, који је 1260. године постао капетан (војвода) Ђенове. Гуљелмо је подиго палату Сан Ђорђо у Ђенови у којој су од тада живели сви владари Ђенове. За време њега ђеновешка комуна је била на врхунцу.

### Симоне постаје дужд
Симоне је наставио да следи оца, а уместо да користи титулу капетана, прогласио се за дужда 24. септембра 1339. године по узору на Млетке. На власт су га довели гибелини. Боканегрино проглашење за дужда означило је почетак новог поглавља ђеновешке историје. Он је основао нову владу и упустио се у рат против аристократских гвелфа, али породице: Адорно, Гварко, Фрегозо и Монталдо нису биле задовољне његовом владавином.

### Прва владавина
Симоне је освојио Монако и продро у Италију, али више није могао да осваја јер је морао да пошаље флоту Алфонсу XI Кастиљском против Сарацена. Било је и много завера против дужда, а први завереник је крајем децембра 1339. године платио главом, а против дужда се окренуо и његов брат Николо, који је хтео да поново титула ђеновешког владара буде капетан, а на његову страну је стали и Симонеова и Николова мајка Писан и Република Пиза. То је довело до тога да се уведу телохранитеље. Дужд је од тада имао 103 телнохранитеља. Дана 23. децембра 1344. године дужд је био приморан да се повуче, а главна личност је постао Ђовани Валенте, који је прво за дужда довео Ђованија Ђеновешког, а потом и сам преузео власт, док није довео Висконтије, али на крају је изгубио власт.

### Друга владавина
Да су Висконти толико били неспособни сведочи то да су у рату са Византијом, коју су помагали Млечани и Срби, напали из своје трговачке колоније на Галати и у савезу са Турцима у великој поморској бици пред самим Цариградом 13. фебруара 1352. године однели велику победу, али је никако нису искористили, па су 15. новембра 1356. године збачени, а већ 3. марта 1363. године дужд је отрован, што се приписује породицама Адорно и Фрегозо.

## Породично стабло
|  |                     |  |  |  |  |  |  |  |  |  |  |  |  |  |  |  |
|  | 2.                  |  |  |  |  |  |  |  |  |  |  |  |  |  |  |  |
|  |                     |  |  |  |  |  |  |  |  |  |  |  |  |  |  |  |
|  |                     |  |  |  |  |  |  |  |  |  |  |  |  |  |  |  |
|  | 1. Симоне Боканегра |  |  |  |  |  |  |  |  |  |  |  |  |  |  |  |
|  |                     |  |  |  |  |  |  |  |  |  |  |  |  |  |  |  |
|  |                     |  |  |  |  |  |  |  |  |  |  |  |  |  |  |  |
|  | 3.                  |  |  |  |  |  |  |  |  |  |  |  |  |  |  |  |
|  |                     |  |  |  |  |  |  |  |  |  |  |  |  |  |  |  |
|  |                     |  |  |  |  |  |  |  |  |  |  |  |  |  |  |  |